# .va
.va là tên miền Quốc gia cấp cao nhất (ccTLD) của Thành Vatican. Nó được quản lý bởi Phòng Internet của Tòa Thánh.
Những tên miền.va được biết rộng rãi là:
- benedettoxvi.va Lưu trữ ngày 25 tháng 5 năm 2006 tại Wayback Machine
- benedictumxvi.va Lưu trữ ngày 28 tháng 9 năm 2007 tại Wayback Machine
- ossrom.va (chỉ email)
- sistinechapel.va
  - www.sistinechapel.va
- vatican.va (chỉ email)
  - www.vatican.va
  - asv.vatican.va
  - mv.vatican.va
  - search.vatican.va Lưu trữ ngày 2 tháng 2 năm 2005 tại Wayback Machine
  - seraphin.vatican.va Lưu trữ ngày 19 tháng 6 năm 2000 tại Wayback Machine
  - mlists.vatican.va Lưu trữ ngày 16 tháng 5 năm 2014 tại Wayback Machine
  - bav.vatican.va
  - isidoro.vatican.va
- webmail.mailservice.va Lưu trữ ngày 30 tháng 9 năm 2007 tại Wayback Machine
- www.osservatoreromano.va
- www.pcf.va Lưu trữ ngày 3 tháng 2 năm 2006 tại Wayback Machine
- www.photo.va Lưu trữ ngày 24 tháng 9 năm 2004 tại Wayback Machine
- www.va Lưu trữ ngày 23 tháng 1 năm 2013 tại Wayback Machine
- www.vaticanstate.va

Tên miền cấp 2 không được phép đăng ký bên ngoài.
Máy chủ tên và email với tên miền.va bao gồm (DNS và email), michael.vatican.va (DNS), paul.vatican.va (email), lists.vatican.va (email), và vatiradio.va (email).